# Kaesŏng

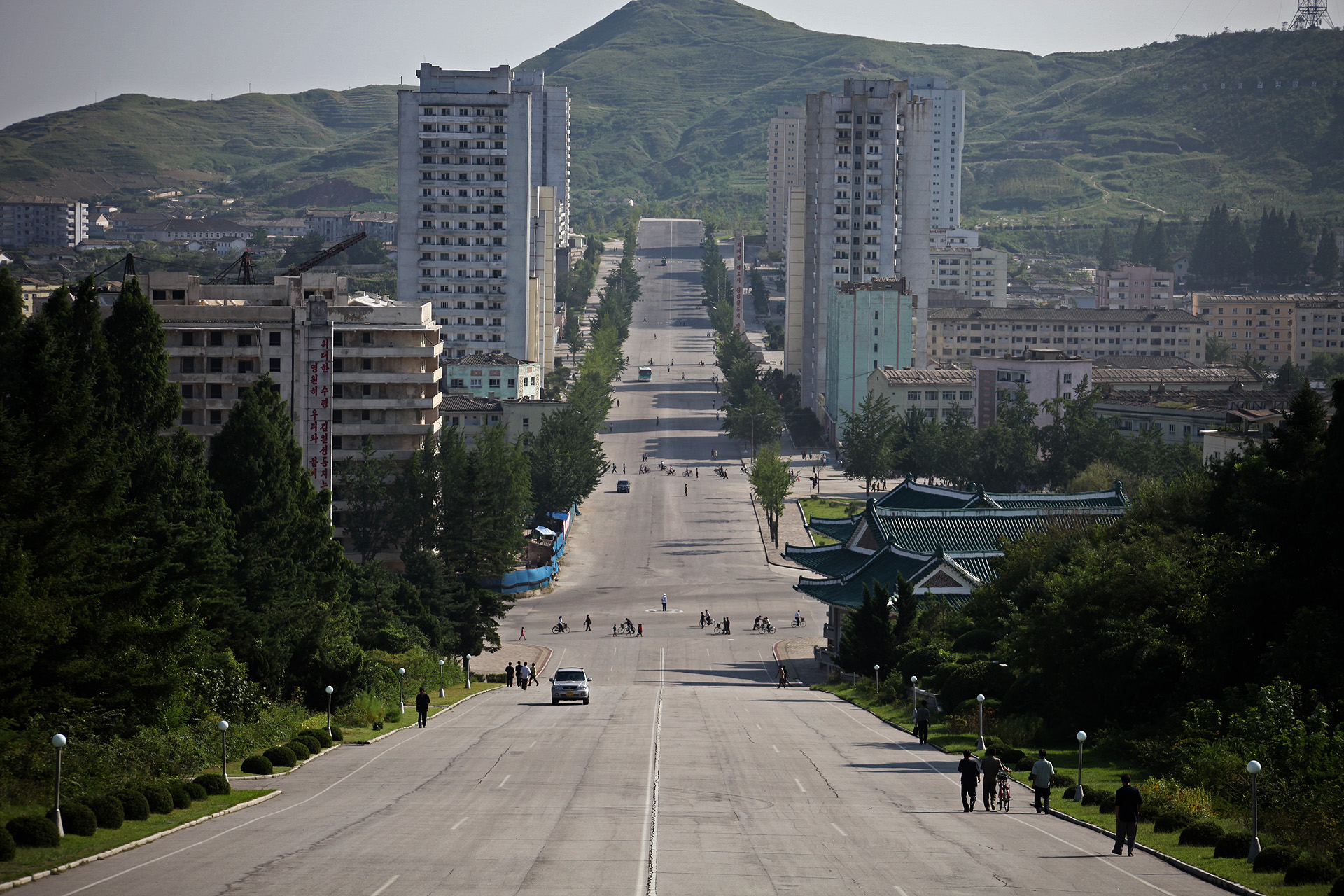
Blick auf Kaesŏng

Kaesŏng ist die fünftgrößte Stadt Nordkoreas mit 308.440 Einwohnern. Vom 10. bis zum Ende des 14. Jahrhunderts war sie mit kurzen Unterbrechungen Hauptstadt des koreanischen Königreichs Goryeo. Sie ist Industriestadt, Verkehrsknoten und Kulturzentrum mit Universitäten, Theater und Museen. Kaesŏng war von 1955 bis 2003 eine Stadt unter zentraler Verwaltung der Regierung. Seit 2003 war sie Teil der Provinz Hwanghae-pukto, ehe sie 2019 einen Sonderstatus erhielt.

## Geografie

### Geografische Lage
Die Stadt liegt in der Provinz Hwanghae-pukto, durchschnittlich 70 Meter über dem Meeresspiegel. Das Stadtzentrum liegt nur zehn Kilometer westlich von Panmunjeom, mithin von der Grenze zu Südkorea entfernt. Sie ist umgeben von den Bergen Songak (489 Meter) und Pongmyong. Die geografischen Koordinaten sind 37,97 Grad nördlicher Breite und 126,56 Grad östlicher Länge.

### Stadtgliederung
Bis 2002 gliederte sich die Stadt Kaesŏng wie folgt:
- Kaesŏng-si (개성시, 開城市)
- Changp'ung-gun (장풍군; 長豊郡)
- Kaep'ung-gun (개풍군; 開豊郡)
- P'anmun-gun (판문군; 板門郡)

2002 löste man den Landkreis P'anmun und einen Teil der Stadt Kaesŏng aus der besonderen Verwaltungsregion heraus und errichtete das Industriegebiet Kaesŏng. 2003 wurden der verbliebene Teil der Stadt Kaesŏng und die Landkreise Changp'ung und Kaep'ung der Provinz Hwanghae-pukto angeschlossen.

### Klima
Kaesŏng besitzt im Wesentlichen ein gemäßigtes Kontinentalklima mit vier ausgeprägten Jahreszeiten. Die durchschnittliche Jahrestemperatur beträgt 10,3 Grad Celsius. Der Jahresniederschlag von 1300 bis 1400 Millimeter im Mittel fällt hauptsächlich während des Monsuns (jangma) im Zeitraum von Juni bis August. Die Wintermonate sind durch Kälte und Trockenheit gekennzeichnet. Im Herbst ist die Stadt gelegentlich von Taifunen betroffen.
Der Frühling und der Herbst sind von milden Temperaturen, wechselnden Winden und angenehmem Wetter geprägt.

## Geschichte

### Historischer Überblick

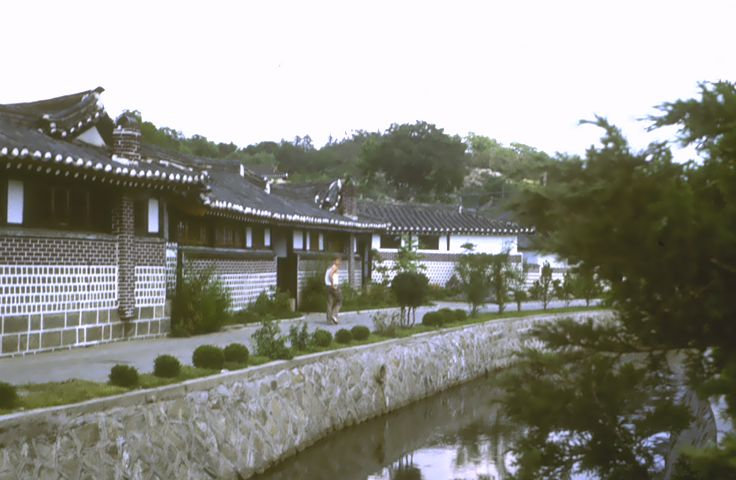
Alte koreanische Häuser

Die Stadt wurde 918 auf Anordnung von König Taejo (877–943), der seinerzeit unter dem Namen König Wang Geon das Goryeo-Reich und die Goryeo-Dynastie (918–1392) gründete, als Hauptstadt seines Reiches ausgewählt. Sie hieß damals Songak und hatte rund 800.000 Einwohner. Im Jahr 960, dem elften Regierungsjahr von König Gwangjong, wurde die Stadt in Gaegyeong (Kaesŏng) umbenannt. Während die Hauptstadt von Silla im äußersten Südosten lag, befand sich Kaesŏng damals im Zentrum des Reiches.
1392 begründete Yi Seong-gye die Joseon-Dynastie (1392–1897) und verlegte die Hauptstadt von Kaesŏng nach Hanyang, dem heutigen Seoul. Kaesŏng wurde Gyeonggi-do angegliedert und sank zu einer Provinzstadt herab, die nur noch einen Bruchteil ihrer früheren Einwohnerzahl beherbergte.

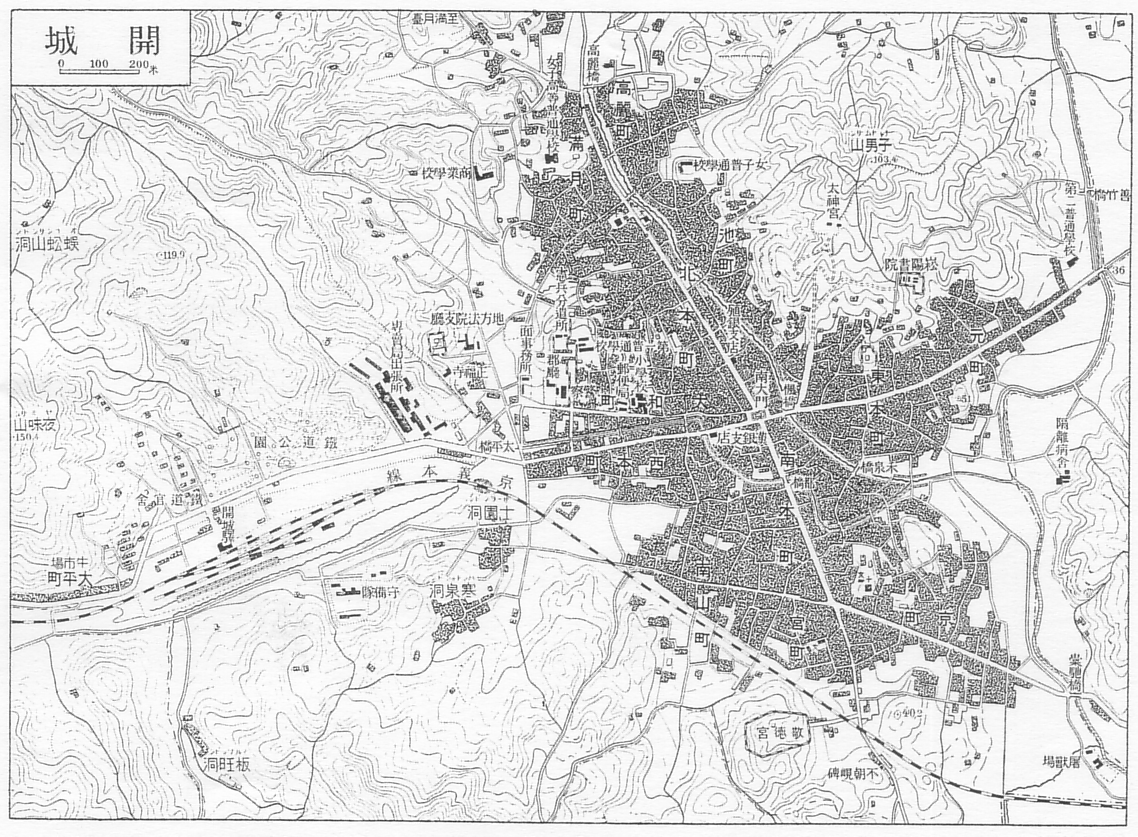
Karte Kaijōs um 1930

Mit der Eingliederung Koreas in das Japanische Kaiserreich 1910 bis zur Unabhängigkeit 1945 wurde auch Japanisch Nationalsprache; Damals wurde der Stadtname 開城 japanisch Kaijō gelesen.
Da Kaesŏng südlich der Demilitarisierten Zone lag, gehörte es nach dem Ende des Zweiten Weltkrieges zum von US-Soldaten besetzten Gebiet und später zu Südkorea.
Während des Koreakriegs begannen in Kaesŏng am 10. Juli 1951 offizielle Waffenstillstandsverhandlungen. Am 19. August 1951 besetzte Nordkorea das Gebiet. Stadt und Umgebung wurden zur Verwaltungsregion Kaesŏng zusammengelegt. 1955 wurde Kaesŏng zur besonderen Verwaltungsregion erklärt und die Stadt unter zentrale Verwaltung der Regierung gestellt.
2003 erfolgte die Eingliederung in die Provinz Hwanghae-pukto. 2019 wurde die Stadt wieder aus der Provinz herausgelöst und erhielt einen Sonderstatus (특별시 T’ŭkpyŏlsi ‚besondere Stadt‘).

### Einwohnerentwicklung

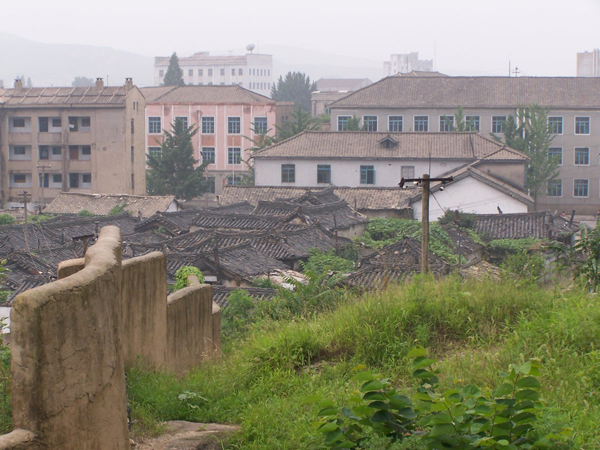
Wohngebäude

Von 37.000 Einwohnern 1921 stieg die Bevölkerung der Stadt bis 1935 auf über 54.000. Im Jahre 1962 lebten in Kaesŏng 140.000 Menschen. 2005 hatte die Stadt 338.000 Einwohner. Die durchschnittliche Lebenserwartung der Männer beträgt 68 Jahre, die der Frauen 74 Jahre. Durch die immer wieder auftretenden Hungersnöte und die schlechte medizinische Versorgung hat sich die Lebenserwartung jedoch deutlich reduziert.
Die folgende Übersicht zeigt die Einwohnerzahlen der eigentlichen Stadt ohne Vorortgürtel.
| Jahr | Einwohner |
| ---- | --------- |
| 1921 | 37.000    |
| 1929 | 45.000    |
| 1932 | 49.700    |
| 1935 | 54.400    |

| Jahr | Einwohner |
| ---- | --------- |
| 1967 | 140.000   |
| 1976 | 240.000   |
| 1981 | 259.000   |
| 2005 | 338.155   |
| 2008 | 308.440   |

## Kultur und Sehenswürdigkeiten

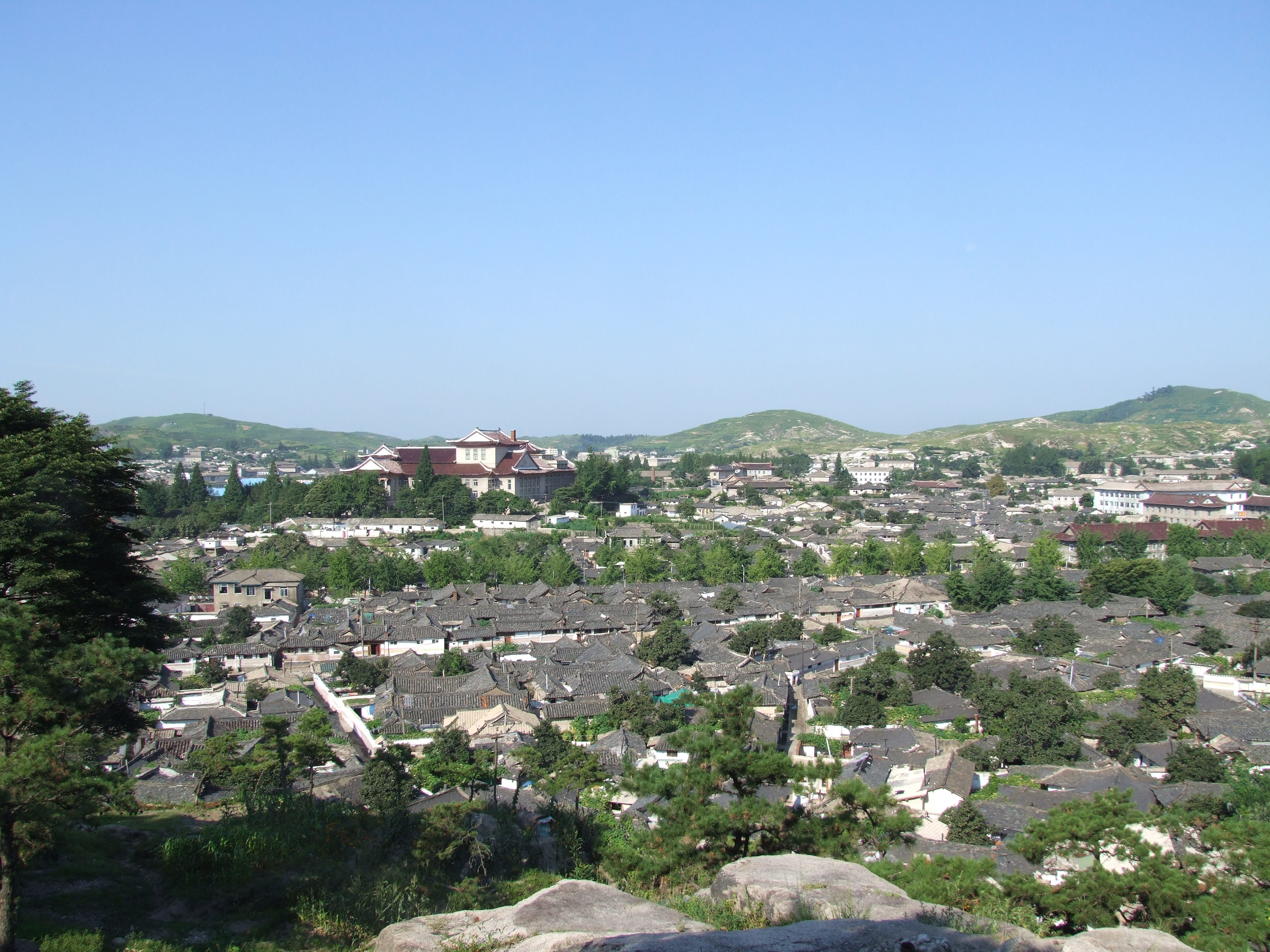
Blick über die Altstadt von Kaesŏng

Am Südhang des Berges Songak im Nordosten der Stadt liegt die Ausgrabungsstätte des ehemaligen königlichen Palastes Manwoldae der Goryeo-Dynastie. Auf dem Palastgelände stehen auch die Reste des Observatoriums Chomsongdae.
Im Zentrum der Stadt erhebt sich der Berg Chanam mit Monumentalstatuen von Kim Il-sung und Kim Jong-Il und dem sehenswerten Ausblick auf die Umgebung. Dort befindet sich auch der Kwandok-Pavillon (erbaut 1780) sowie am südlichen Fuß des Berges die Sungyang-Lesehalle (ursprünglich der Wohnort des konfuzianischen Gelehrten Chong Mong-Ju) aus dem 14. Jahrhundert.
Nahe dem Berg Chanam steht die steinerne Sonjuk-Brücke (erbaut 1216). Auf dieser Brücke ließ Yi Seong-gye 1392 seinen Widersacher Chong Mong-ju ermorden. In der Nähe der Brücke wurde später der Pyochung-Pavillon errichtet, in dem Steintafeln aus den Jahren 1740 und 1872 an die Loyalität von Chong Mong-ju gegenüber dem Herrscherhaus Goryeo erinnern.
Im Nordosten, zwei Kilometer außerhalb der Stadt, liegt der Komplex der Sŏnggyungwan-Akademie (in dieser Funktion verwendet ab 1089), in dem sich seit 1987 das Koryo-Museum über die Zeit des Königreichs Goryeo befindet. In dem umgebenden Park wurden mehrere alte Steinmonumente aus verschiedenen Tempeln des Landes aufgebaut.
Dreieinhalb Kilometer nördlich des Südtores, das die Lage der alten Stadtmauer beschreibt, liegt das Grab Wang Geons, des Gründers der Goryeo-Dynastie. Bei dem Mausoleum handelt es sich um ein in eine anmutige Landschaft eingebettete Stätte mit zwei unaufdringlichen Grabhügeln samt Steinstatuen.
25 Kilometer nördlich von Manwoldae, bei den Pagyon-Wasserfällen, finden sich die Befestigungsanlagen von Kŭmgang, die historische Mauer von Taehung mit zehn Kilometern Länge und der Kwanum-Tempel von 970 mit siebenstöckiger Pagode und zwei alten marmornen Buddhastatuen.
Elf Kilometer westlich von Kaesŏng liegt das Grab von Gongmin Wang (1330–1374), dem 31. König der Goryeo-Dynastie, das allein durch seine Größe und die Zahl der Skulpturen sehenswert ist.
Im Juni 2013 wurden die insgesamt 12 Anlagen aus der Zeit der Goryeo-Dynastie in der Stadt unter der Bezeichnung Historische Monumente und Stätten von Kaesŏng in das UNESCO-Welterbe aufgenommen.

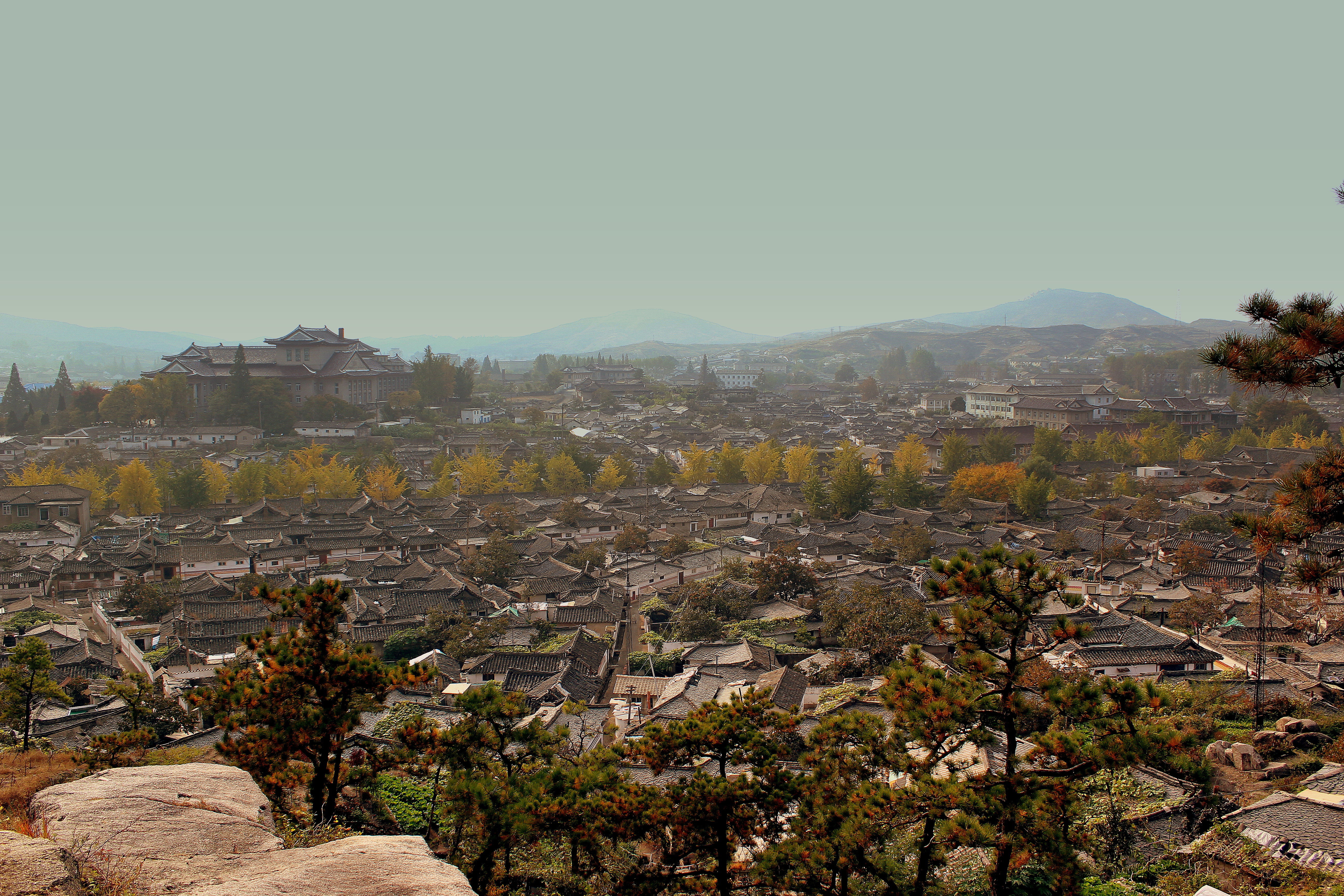
Altstadt
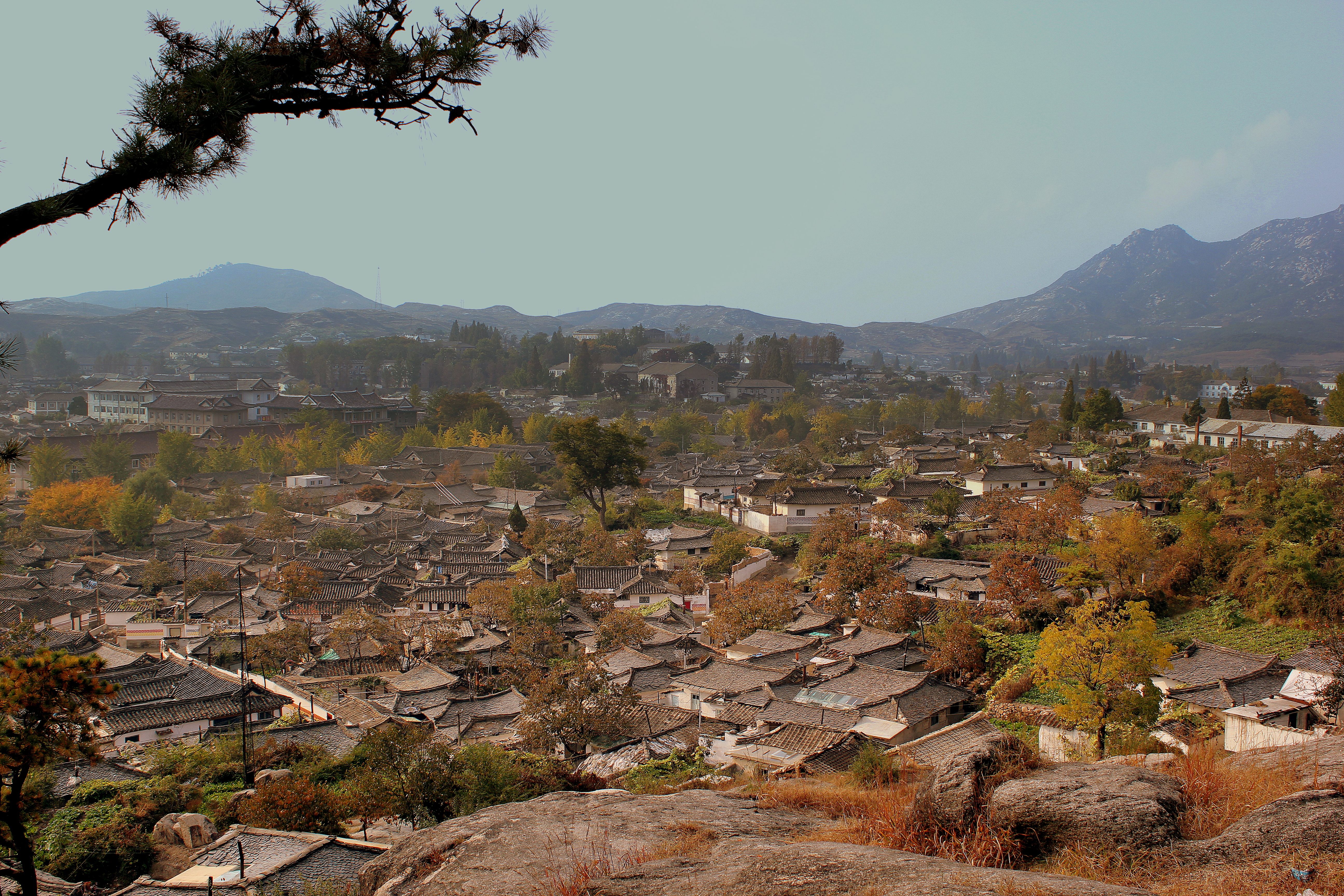
Altstadt
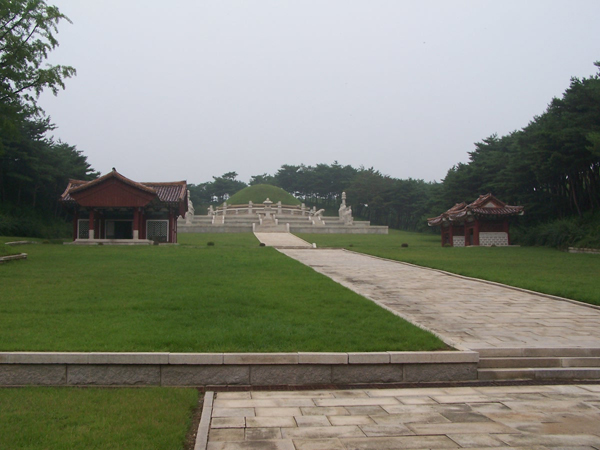
Grabmal von König Wang Geon
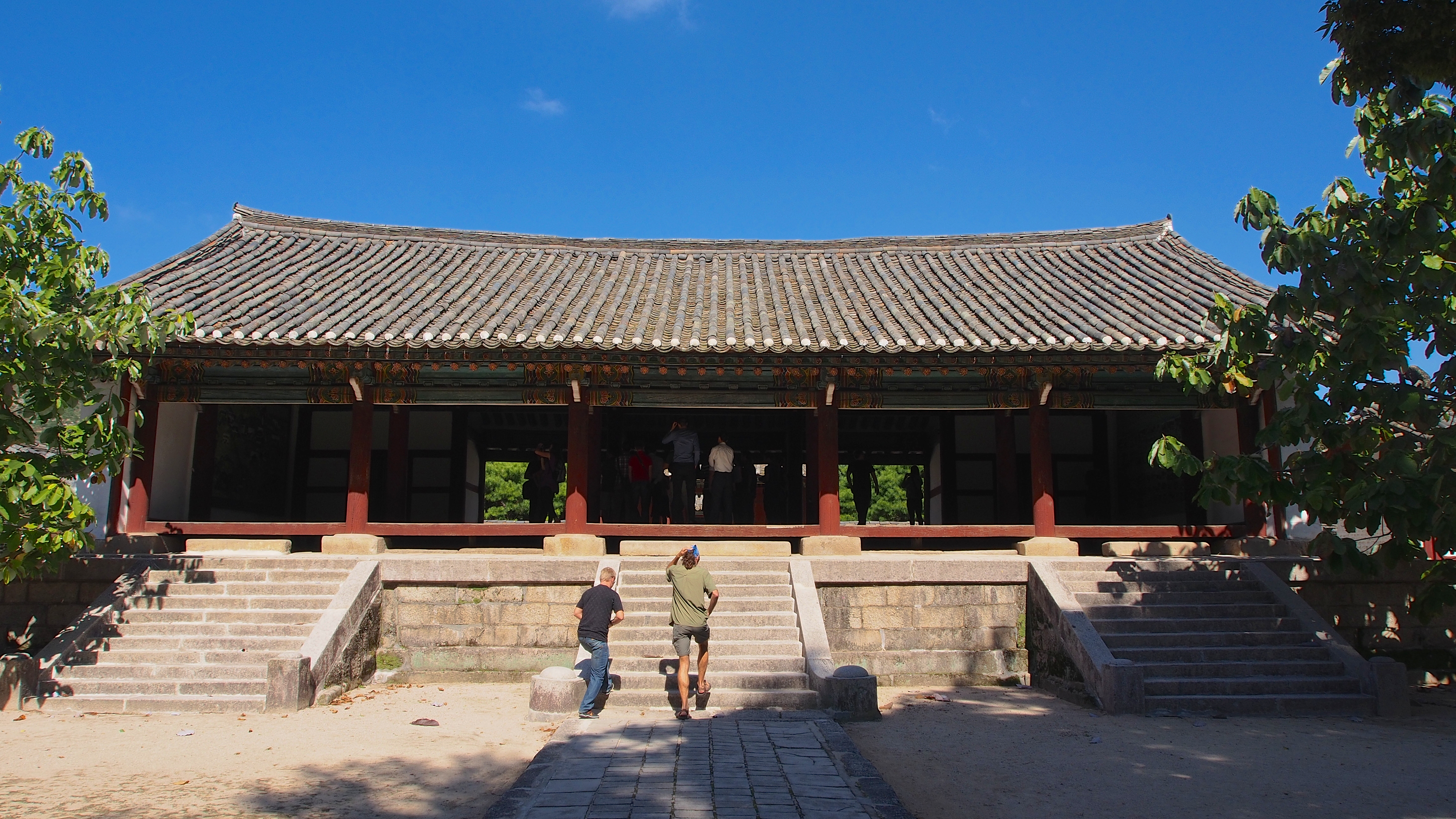
Konfuzianische Schule und Tempel
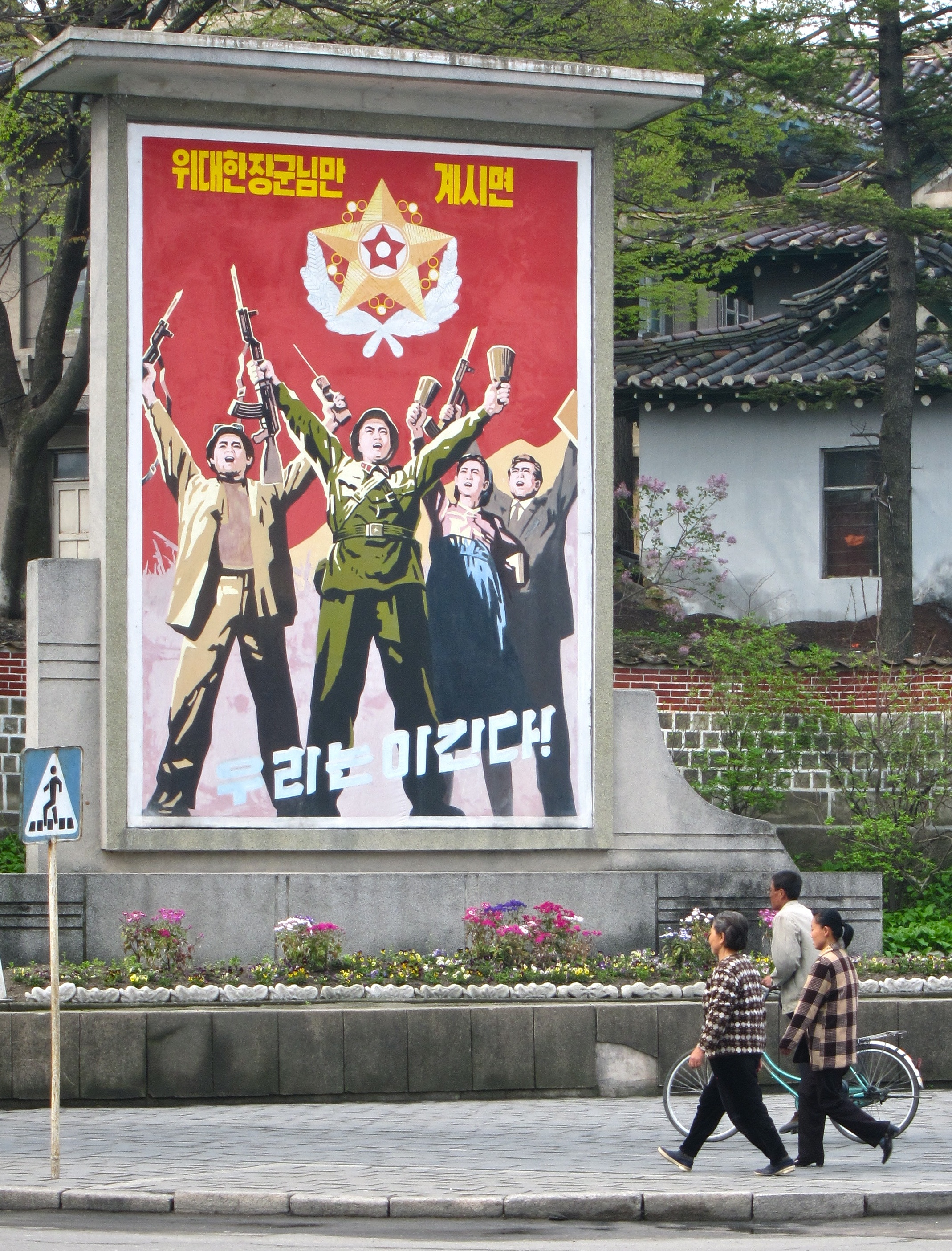
Politische Agitation in Kaesŏng
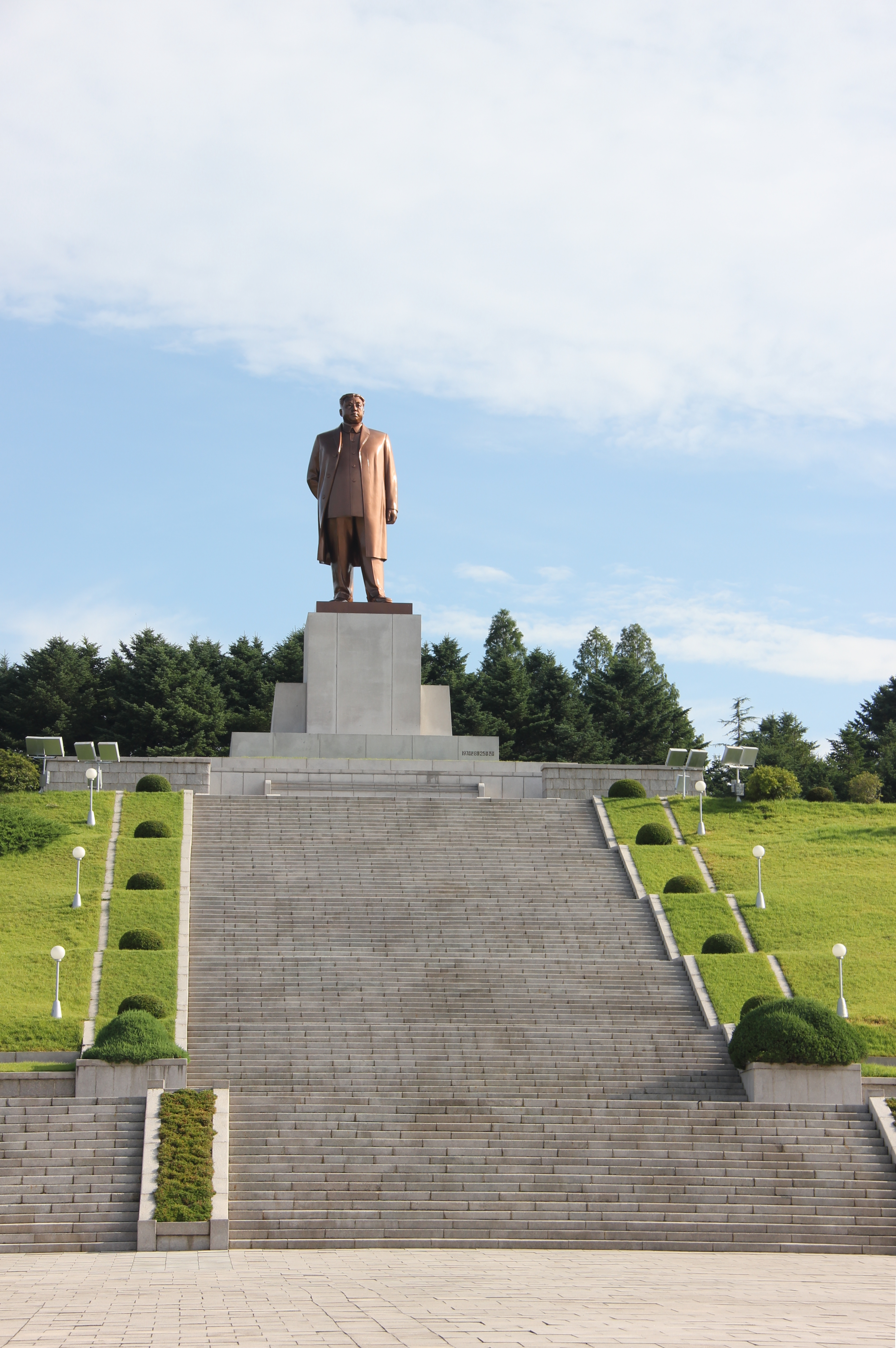
Bronzestatue Kim Il-sungs in Kaesŏng

## Wirtschaft und Infrastruktur

### Wirtschaft

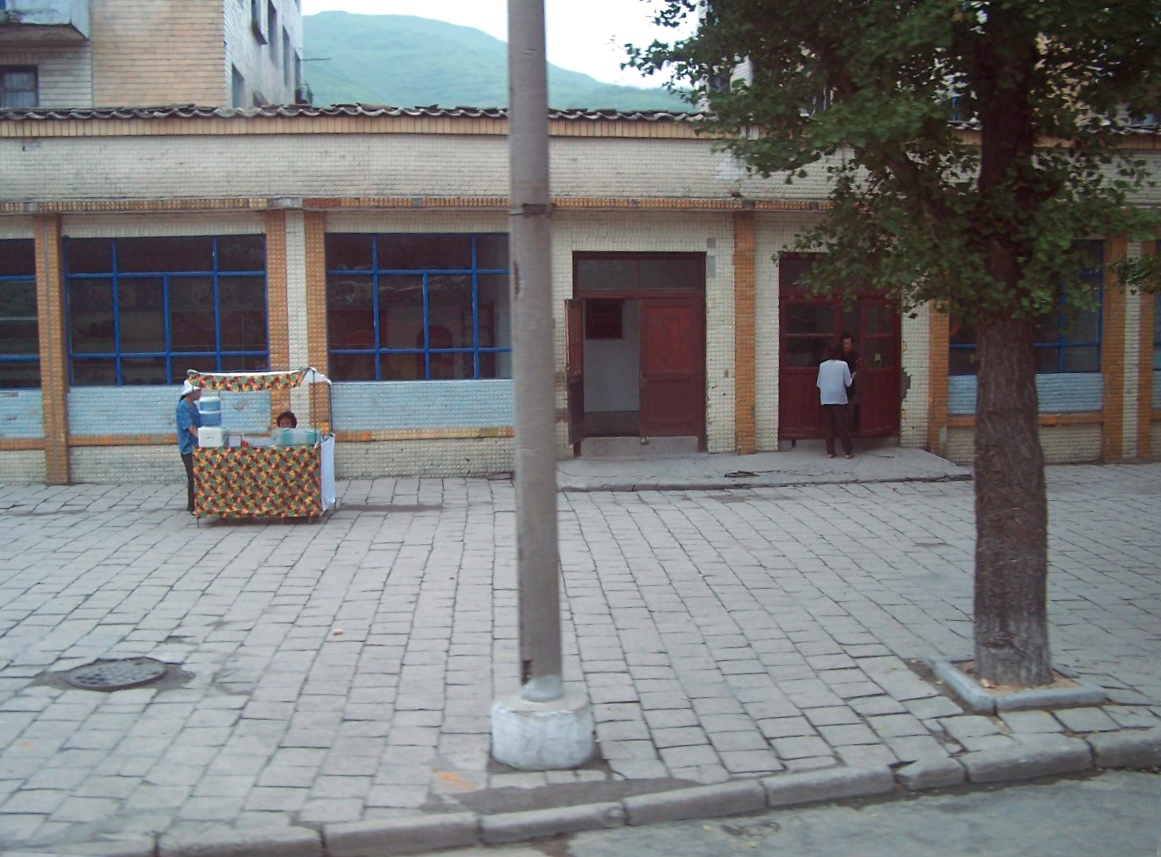
Geschäft in der Innenstadt

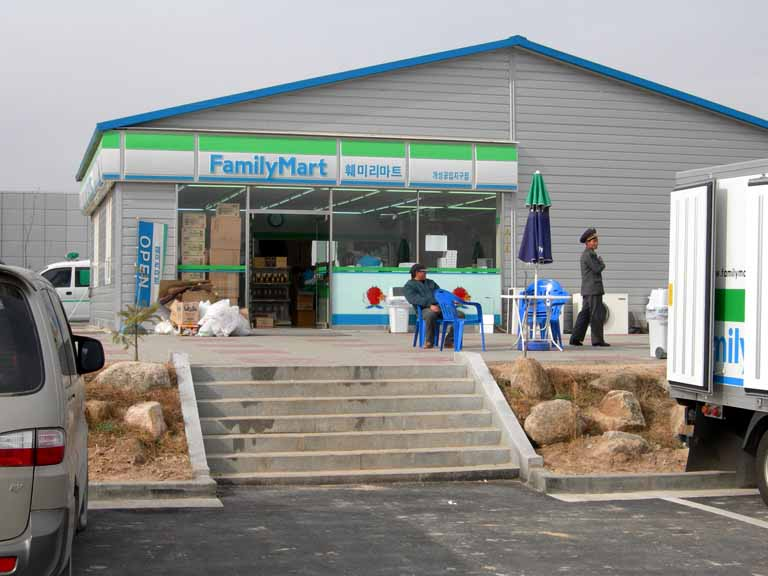
Family Mart-Lebensmittelladen in der Industrieregion Kaesŏng

In der Stadt befinden sich Betriebe der Holz-, Lederwaren-, Porzellan-, Lebensmittel- und Textilindustrie. Die Umgebung der Stadt wird landwirtschaftlich genutzt. Es werden Getreide und Ginseng angebaut.
Zu Beginn der 1990er Jahre wurde die Wirtschaft der Stadt durch den Wegfall nahezu aller traditionellen Handelspartner schwer getroffen. Nunmehr basierte der Handel auf Dollar-Basis. Die Folge war der Rückgang der gesamten industriellen Produktion bis zu einem nahezu kompletten Stillstand um das Jahr 2000.
Um die Wirtschaft der Region zu entwickeln, wurde 2002 nahe der Stadt das Industriegebiet Kaesŏng geschaffen. Es handelt sich dabei um eine Sonderwirtschaftszone, die dem freien Handel dienen soll. Dort haben sich vor allem klein- und mittelständische Unternehmen aus Südkorea angesiedelt. Im August 2006 waren hier rund 8.000 Nordkoreaner beschäftigt, bei steigender Tendenz. Nach Pressemitteilungen von April 2013 waren in der Sonderwirtschaftszone ca. 54.000 Nordkoreaner und ca. 1.000 Südkoreaner beschäftigt. Nach einem Raketenstart von Nordkorea, der für einen Test einer Interkontinentalrakete für Atomwaffen gehalten wird, hat sich Südkorea aus der Zone zurückgezogen. Daraufhin hat Nordkorea alle Südkoreaner ausgewiesen und die Anlage beschlagnahmt, worauf Südkorea die Versorgung mit Strom und Wasser eingestellt hat (Stand 12. Februar 2016).
Im Zuge des 2018 eingeleiteten Entspannungsprozesses zwischen den beiden koreanischen Staaten erklärte Kim Jong-un in seiner Neujahrsansprache 2019 die Bereitschaft Nordkoreas den Betrieb des Industriekomplexes ohne Vorbedingungen und Gegenleistungen wieder aufzunehmen.

### Verkehr
Kaesŏng ist Verkehrsknotenpunkt an der wiederaufgebauten Straßen- und Eisenbahnverbindung zwischen Pjöngjang und Seoul. Der Flughafen der Stadt wird für zivile und militärische Zwecke genutzt. Die Pjöngjang-Kaesŏng-Schnellstraße verbindet Kaesŏng mit der Hauptstadt Pjöngjang.
Im öffentlichen Personennahverkehr sind einige dieselgetriebene Omnibusse im Einsatz. Der motorisierte Individualverkehr besitzt keine Bedeutung.

### Medien
Die Korea TV Broadcasting Station for Korean Education and Culture hat ihren Sitz in Kaesŏng. Dieser Fernsehsender ging im April 1971 als Kaesong TV Broadcasting auf Sendung und wurde im Februar 1997 in Korea TV Broadcasting Station for Korean Education and Culture umbenannt. Nach Angaben der CIA sendet Korea TV nach Süden und richtet sich somit an Zuschauer in Südkorea.

### Bildung
Die Stadt ist Sitz der Koryo Songgyungwan University, Communist University und des Art College. Sie beherbergt zahlreiche Hoch- und Fachschulen sowie Bibliotheken.

## Persönlichkeiten
- U Wang (1365–1389), der 32. König des Goryeo-Reiches und der Goryeo-Dynastie
- Chang Wang (1380–1389), der 33. König des Goryeo-Reiches und der Goryeo-Dynastie
- Kim Hyon-hui (* 1962), Agentin